# Eccidio delle Fosse Reatine
L'eccidio delle Fosse Reatine fu il massacro di 15 partigiani italiani avvenuto a Rieti durante la seconda guerra mondiale, da parte delle truppe tedesche.

## Contesto
Il territorio di Leonessa, in provincia di Rieti, fu largamente interessato da un forte movimento partigiano fin dall'ottobre del 1943. Le bande partigiane della zona facevano riferimento alla Brigata Garibaldi "Antonio Gramsci", che a partire dalla fine di dicembre 1943, a seguito della liberazione di Norcia e Cascia, riuscì a dare vita a una delle prime zone libere d'Italia, estesa fino al territorio delle frazioni settentrionali del territorio comunale di Leonessa.
Il 1º aprile 1944 diverse migliaia di uomini della Wehrmacht e delle SS, coadiuvati da reparti fascisti della GNR, diedero inizio a una vasta operazione militare antipartigiana, con l'intento di eliminare la minaccia che la Brigata Gramsci e altre formazioni minori rappresentavano per le linee di rifornimento con il fronte abruzzese e laziale. L'operazione durò fino al 7 aprile e comportò l'occupazione di Leonessa, l'arresto di un centinaio di persone e la fucilazione di una cinquantina, in quella che è nota come Strage di Leonessa.

## L'eccidio
Il 9 aprile 1944, domenica di Pasqua, 15 partigiani rastrellati nei giorni precedenti dall'esercito tedesco e dai militi fascisti della GNR nella zona di Leonessa e a Poggio Mirteto, furono prelevati dal carcere adiacente alla chiesa di Santa Scolastica e portati in località "Quattro Strade", alla periferia nord della città. Qui furono fucilati e sepolti in una fossa comune, ricavata da una buca prodotta da una bomba di aereo, probabilmente provocata dal bombardamento alleato del 19 novembre 1943 che mirava a danneggiare il vicino aeroporto di Rieti.
Nel dopoguerra, a ricordo degli uccisi, il luogo dell'eccidio fu denominato "Fosse Reatine" e sul bordo della strada fu collocato un cippo con una breve iscrizione. Più recentemente la strada è stata intitolata ai martiri delle Fosse Reatine e nel luogo dell'eccidio è stato costruito un monumento più grande, costituito da una croce e da una recinzione circolare; nel 2004 vi è stata collocata una lapide con i nomi delle vittime.

## Le vittime

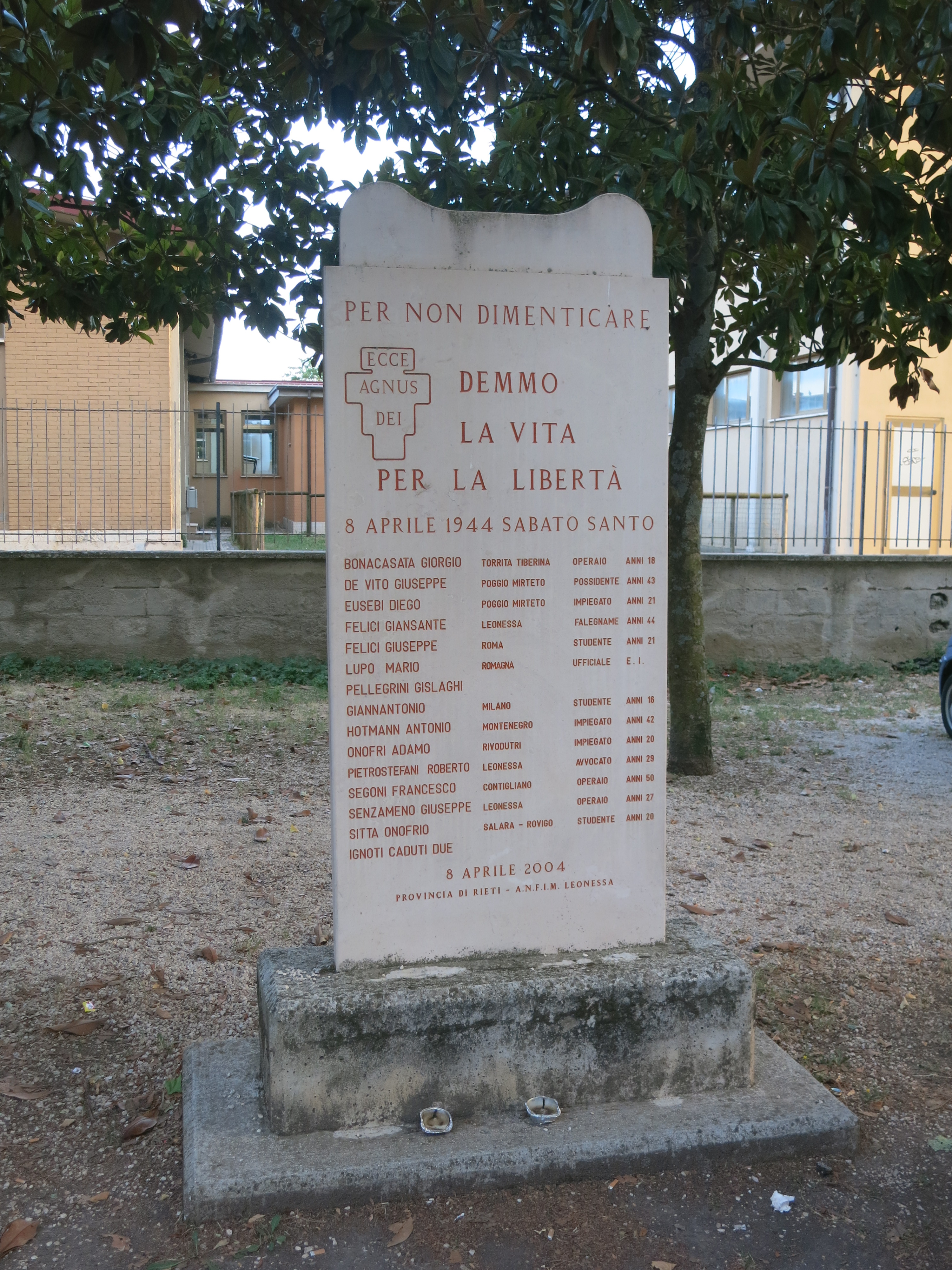
La targa con i nomi delle vittime

La maggioranza dei partigiani uccisi apparteneva alla Brigata Garibaldi "Antonio Gramsci", tra loro c'erano vari esponenti della Resistenza reatina e della Brigata "Stalin" formazione Garibaldi di Poggio Mirteto arrestati in conseguenza del rastrellamento e all'eccidio del monte Tancia. Segue l'elenco delle vittime:
- Giorgio Bonacasata, operaio di Torrita Tiberina, C.M.di Roma, 18 anni
- Giuseppe De Vito, possidente di Poggio Mirteto, 43 anni[6]
- Diego Eusebi[7], impiegato di Poggio Mirteto, 21 anni (capo partigiano[1])
- Giansante Felici, falegname di Leonessa, 44 anni
- Giuseppe Felici, studente di Roma, 21 anni (capo partigiano[1])
- Mario Lupo[8][9][10], ufficiale della Romagna, età ignota ?
- Giannantonio Pellegrini Cislaghi, studente di Milano, 16 anni
- Antonio Hotmann, impiegato del Montenegro, 42 anni
- Adamo Onofri, impiegato di Rivodutri, 20 anni
- Roberto Pietrostefani, avvocato di Leonessa, 29 anni (ten. partigiano, presidente del CLN di Rieti[1])
- Francesco Segoni, operaio di Contigliano, 50 anni
- Giuseppe Senzameno, operaio di Leonessa, 27 anni
- Onofrio Sitta, studente di Salara (RO), 20 anni
- Due caduti ignoti